# Boleslav II. (Böhmen)

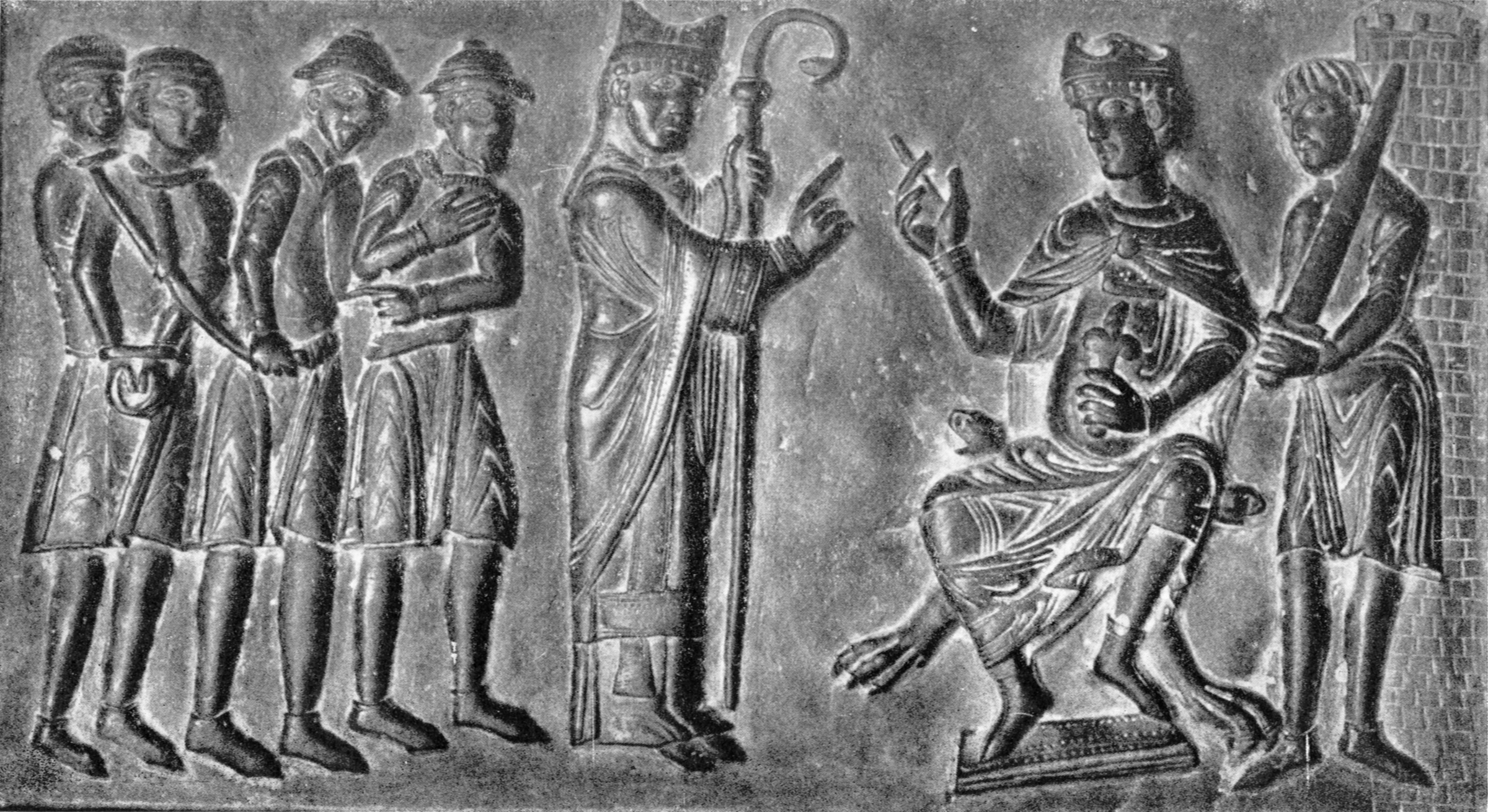
Boleslav II., der Fromme auf einem Segment der Gnesener Bronzetür: Das Relief zeigt Verhandlungen mit Adalbert von Prag zum Freikauf von Christensklaven

Boleslav II. († 7. Februar 999), auch Boleslav der Fromme (tschechisch Boleslav II. Pobožný), war ein böhmischer Fürst aus dem Geschlecht der Přemysliden. Er herrschte als Herzog von Böhmen von 972 (traditionell 967) bis 999 über die zentrale Region um Prag, das dominierende Territorium in Böhmen.

## Leben
Boleslav II. war ein Sohn Boleslavs I. des Grausamen. Sein Geburtsdatum ist unbekannt; Schätzungen verlegen es meist in die 930er bis 940er Jahre. In den Quellen wird er erstmals aus Anlass seines Regierungsantritts nach dem Tod seines Vaters 972 (traditionell am 15. Juli 967) genannt. Widukind von Corvey erwähnt zwar einen Sohn Boleslavs I., der 950 seinen Vater im Kampf gegen Otto I. unterstützte; dieser namenlose Sohn war aber nach Meinung der meisten Historiker nicht mit Boleslav II. identisch und im Jahr 972 möglicherweise bereits verstorben. Auch die anderen Nachkommen Boleslavs I. kamen für die Thronfolge nicht in Frage: Dubravka war mit dem polnischen Herzog verheiratet, die jüngeren Kinder Strachkvas und Mlada für den geistlichen Stand bestimmt.

### Böhmische Innenpolitik

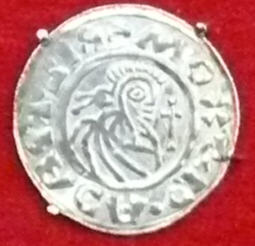
Denar Boleslav II.

Boleslav II. trat nach dem Tod seines Vaters ein schweres Erbe an. Böhmen stand unter Druck von außen, aber auch durch Machtansprüche seitens der böhmischen Fürsten aus dem Geschlecht der Slavnikiden, durch deren Territorium in Nordostböhmen der wichtige Handelsweg von Spanien über Prag und Kiew bis nach China führte. Nach dem Tod von Slavník, des Anführers des Hauses, 981, begann dessen Sohn Soběslav die Unabhängigkeit seines Territoriums anzustreben und lehnte sich an Polen und Sachsen an. Wegen schwerer Auseinandersetzungen mit Boleslav musste Soběslav in den folgenden Jahren das Land zweimal verlassen. Als 983 der erste Prager Bischof Thietmar starb, wurde Adalbert von Prag, ein Bruder Soběslavs, sein Nachfolger. Damit wurde die Macht der Slavnikiden weiter gestärkt. 995, während eines Feldzugs Ottos III. gegen die Lutizen, an dem Boleslav teilnahm, überfielen von Boleslav dem Frommen gesendete Truppen die Burg Soběslavs und ermordeten einen Großteil seiner Familienmitglieder, wodurch die Opposition zusammenbrach und die Slavnikiden nach dem Tod des nach Polen geflüchteten Soběslav ausstarben. Diese Ausrottung wird in der tschechischen Geschichtsschreibung als entscheidendes Ereignis bei der endgültigen Einigung Böhmens gewertet. Sie führte aber auch zur weiteren Destabilisierung des Landes, die bei Boleslavs II. Tod 999 ihren Höhepunkt erreichte und rund 30 Jahre andauerte.

### Bündnispolitik

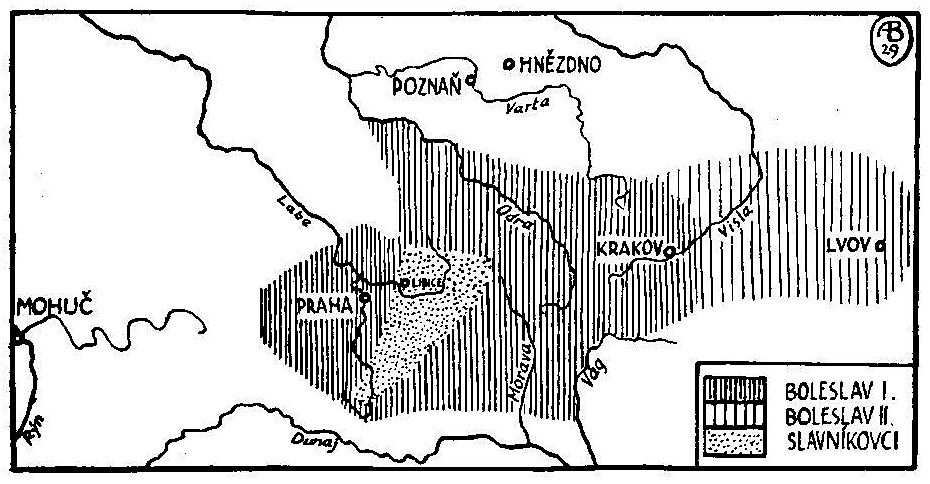
Böhmen im 10. Jahrhundert unter der Herrschaft des Herzogs Boleslav II.

Zusammen mit dem polnischen Fürsten Mieszko I. und dessen Sohn Bolesław Chrobry gehörte Boleslav zu den wichtigsten Bundesgenossen des aufrührerischen Herzogs von Bayern, Heinrichs des Zänkers. Anfangs errangen die böhmischen Kämpfer, die auch nördlich des Erzgebirges agierten, einige Erfolge; letztlich behielt jedoch Kaiser Otto II. die Oberhand. 976 floh der Zänker zu Boleslav. Militärisch konnte Otto den böhmischen Herzog trotz zweier Feldzüge nach Prag nicht bezwingen. Dennoch unterwarf sich Boleslav 977 Otto und wurde 978 anlässlich des Osterfestes in Quedlinburg von diesem feierlich in seine Gnade aufgenommen.
Diese Annäherung an Otto ging mit einem grundlegenden Politikwechsel Boleslavs einher: Er wandte sich gegen den einstigen Verbündeten Polen. Die dauerhafte Konkurrenz zwischen den beiden Reichen sollte über Jahrhunderte die Entwicklung Ostmitteleuropas bestimmen. Auch der kurzzeitige erneute Bedeutungsgewinn Heinrichs des Zänkers nach dem Tod Ottos II. konnte diese Neuausrichtung nicht mehr umkehren, obwohl Mieszko und Boleslav 984 Heinrich gemeinsam als König anerkannten. Während Mieszkos Sohn Bolesław eine Tochter des Markgrafen von Meißen heiratete, nahm Boleslav II. mit dem Einverständnis des Zänkers die Burg Meißen selbst in Besitz und ließ den Meißener Bischof Volkold vertreiben. Bolesław von Polen löste daraufhin die für ihn wertlos gewordene Ehe mit der Markgrafentochter auf und heiratete eine ungarische Fürstentochter aus dem Geschlecht der Arpaden. Damit entstand für Böhmen die Gefahr einer Umschließung durch Polen und Ungarn.
In der Folgezeit band sich Boleslav stärker an Heinrich, während Mieszko frühzeitig erkannt hatte, dass die Partei um den noch unmündigen Otto III. sich durchsetzen würde, und sich auf deren Seite schlug. Auch nachdem Heinrich seinerseits Otto III. anerkannt und sich mit der Herzogswürde in Bayern begnügt hatte, hielt Boleslav an der direkten Gefolgschaft zu Heinrich fest. Am Ende dieses Prozesses standen Polen und Ungarn, beide in der Gunst der Reichsregierung befindlich, gegen das bayerisch-böhmische Bündnis. Boleslav besaß in diesem Konfliktfeld eine vergleichsweise schwache Stellung: Er musste 987 die Burg Meißen wieder räumen. 990 brach ein Krieg um Schlesien und Kleinpolen offen aus. In dieser Phase erwies sich zudem Boleslavs Bündnis mit dem heidnischen Lutizenbund als politisch nachteilig, weil die Lutizen drohten, Vermittlungsversuche des Magdeburger Erzbischofs zwischen Böhmen und Polen zu vereiteln. 992 ließ er darum diese Allianz fallen und beteiligte sich an einem Feldzug gegen die Lutizen. Auf diesem Feldzug bekam er einen Schlaganfall und war eine Zeit lang regierungsunfähig. Mit der Zeit besserte sich sein Gesundheitszustand, völlig gesund wurde er jedoch nicht mehr.
Auch in seinen letzten Lebensjahren versuchte er die ungünstige politische Lage zu ändern. Damit er jedoch kein Land verlor, musste er sein Heer vergrößern. Dazu benötigte er Geld, das er sich durch die Prägung weiterer Münzen und Sklavenhandel besorgte. Im Gegensatz zu seinem Vater, der nur mit sogenannten Heiden handelte, sah sich sein Sohn gezwungen, auch Bewohner von Böhmen und Mähren, auch diejenigen, die sich zum Christentum bekannten, zu verkaufen.

### Kirchenpolitik
Auf kirchlicher Ebene versuchte Boleslav eine eigenständige, von der Reichskirche weitgehend unabhängige Landeskirche ins Leben zu rufen. Auch hier geriet er in Konflikt mit Otto II., der 973 durch die Gründung des Bistums Prag unter dem Erzbistum Mainz und die Besetzung des Bischofsstuhls mit dem Sachsen Thietmar Boleslavs Bemühungen erfolgreich entgegenwirkte. 999 stiftete er das Benediktinerkloster Ostrov.

### Nachkommen
Boleslav II. war mit Emma verheiratet, hatte aber möglicherweise zuvor oder auch zugleich weitere Ehefrauen. Vier von seinen Söhnen sind namentlich bekannt: Boleslav III., Václav, Jaromír und Oldřich.

## Rezeptionsgeschichte
Beide Namenszusätze, „der Fromme“ für Boleslav und „der Grausame“ für seinen Vater, stammen von dem Chronisten Cosmas von Prag, der im Vater den Brudermörder und blutigen Krieger sah, während er seinen Sohn als den edlen, christlichen Herrscher betrachtete („...der christlichste Mann, der an die allgemeine Kirche glaubt, Vater der Waisen, Beschützer der Witwen, Tröster der Betrübten...“).